# Okres Tepelenë
Okres Tepelenë (albánsky Rrethi i Tepelenës) je okres v Albánii, nachází se na jihu země. Žije v něm 32 000 obyvatel (odhad z roku 2004), jeho rozloha činí 817 km². Hlavním městem okresu je Tepelenë. Krajina v této oblasti je především hornatá, neúrodná a zemědělsky velmi řídce využívaná, protékají zde mnohé horské bystřiny s velmi širokými koryty. Většina kopců byla v dobách Osmanské říše odlesněna.